# Cezar Niculescu
Cezar Niculescu (ur. 27 lipca 1927) – rumuński koszykarz. Reprezentant kraju na igrzyskach olimpijskich w 1952 w Helsinkach. Na igrzyskach olimpijskich zagrał w obu meczach, w meczu z Kanadyjczykami zdobył 4 a w meczu z Włochami zdobył 1 punkt.